# Kerkhof van Bezinghem

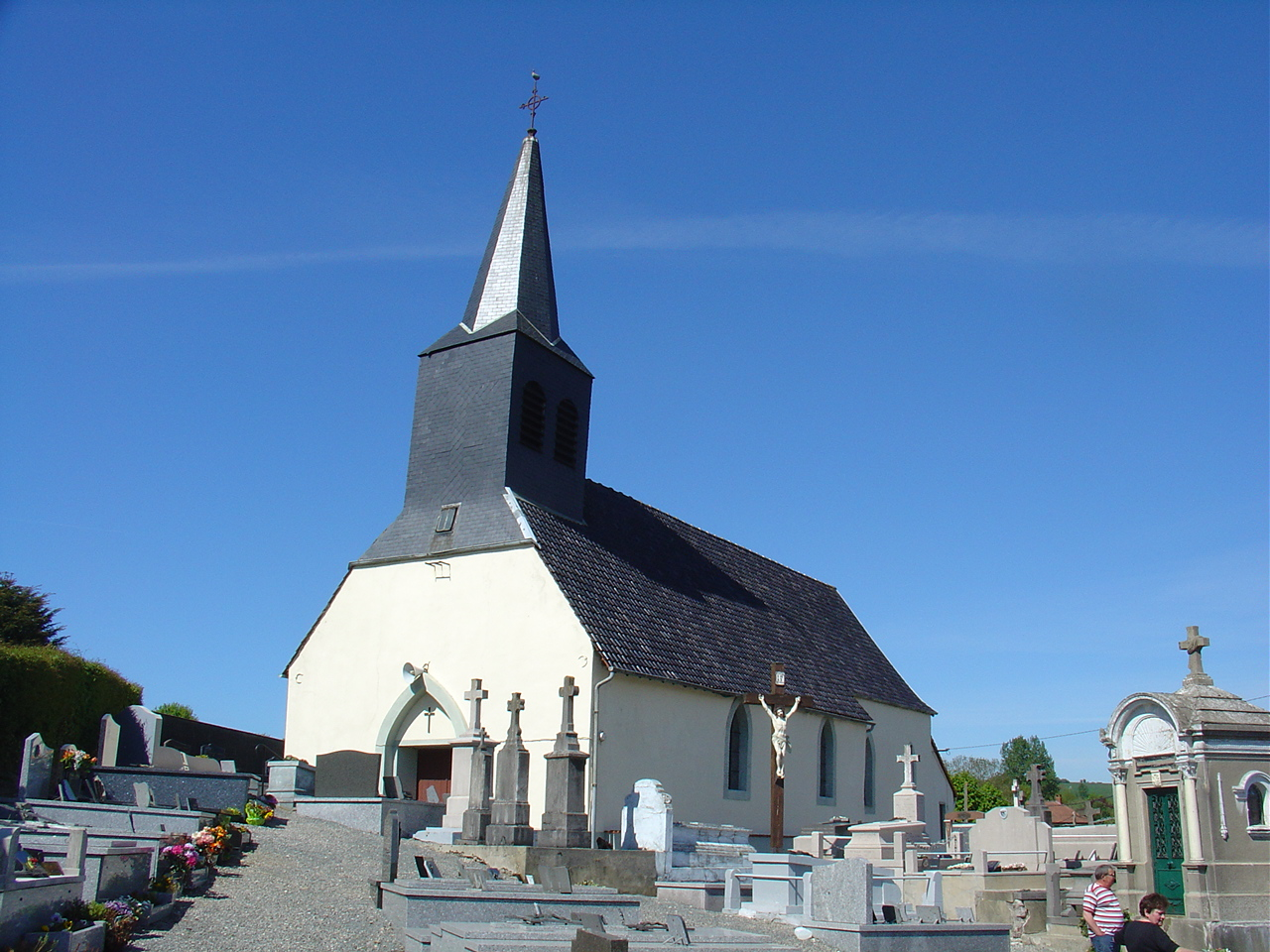
Kerkhof van Bezinghem

Het Kerkhof van Bezinghem is een gemeentelijke begraafplaats in de Franse gemeente Bezinghem in het departement Pas-de-Calais. Het kerkhof ligt er naast de Église Saint-Martin.

## Militaire graven
Op het kerkhof bevinden zich twee geïdentificeerde Gemenebest oorlogsgraven uit de Tweede Wereldoorlog, een Canadees en een Nieuw-Zeelander. De graven worden door de Commonwealth War Graves Commission, die de begraafplaats heeft ingeschreven als Bezinghem Churchyard.